# Timken (Kansas)
Timken es una ciudad ubicada en el condado de Rush en el estado estadounidense de Kansas. En el año 2010 tenía una población de 76 habitantes y una densidad poblacional de 190 personas por km².

## Geografía
Timken se encuentra ubicada en las coordenadas 38°28′22″N 99°10′39″O / 38.47278, -99.17750 (38.472890, -99.177375).

## Demografía
Según la Oficina del Censo en 2000 los ingresos medios por hogar en la localidad eran de $25,500 y los ingresos medios por familia eran $25,000. Los hombres tenían unos ingresos medios de $20,625 frente a los $14,500 para las mujeres. La renta per cápita para la localidad era de $28,897. Alrededor del 10.4% de la población estaban por debajo del umbral de pobreza.